# Patacsu

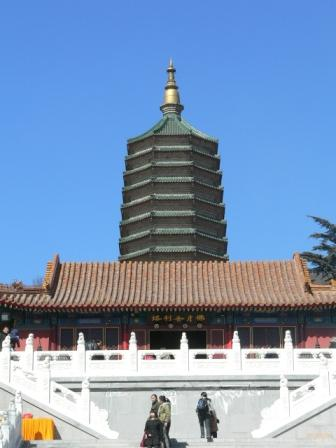
Lingkuang templom, a nyolc patacsui kolostor egyike

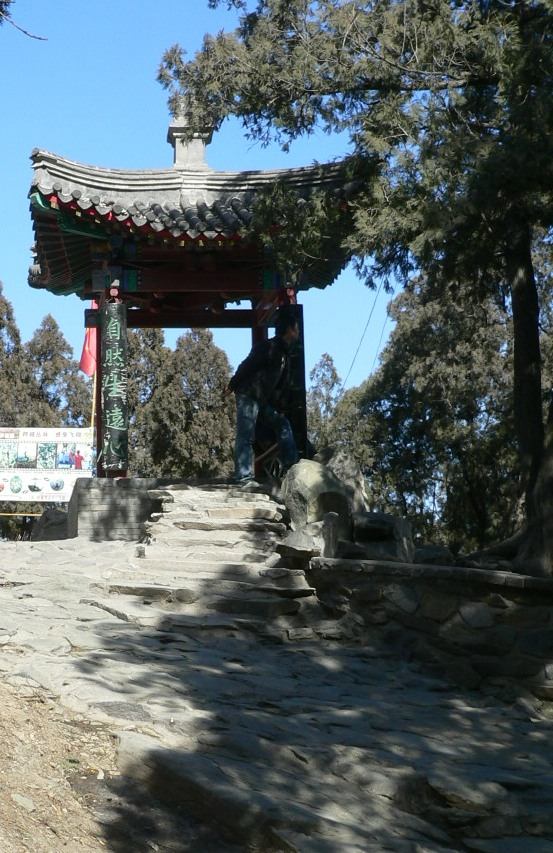
Egy pavilon

Patacsu (egyszerűsített kínai: 八大处, hagyományos kínai: 八大處, pinjin:bādàchǔ) vagy Patacsu park egy kolostor-komplexum Peking külvárosában. Jelentése szó szerinti fordításban „Nyolc Nagy Hely”, mely a területen található nyolc buddhista templomra és zárdára utal a Shijingshan kerületben a Western Hills lábánál.

## Templomok és kolostorok
- Csangan (Changan) templom (长安寺), Örök béke
- Lingkuang (Lingguang) templom (灵光寺), Isteni fény
- Szansan (Sanshan) zárda (三山庵), Három hegy
- Tapej (Dabei) templom (大悲寺), Nagy Kegyelem
- Longcsüan (Longquan) zárda (龙泉庵), Sárkány forrás
- Hsziangcsie (Xiangjie) templom (香界寺), az Illatos Világ
- Paocsu (Baozhu) barlang (宝珠洞), Értékes Gyöngy
- Csengkuo (Zhengguo) templom (正果寺), Teljes Átalakulás

## Galéria

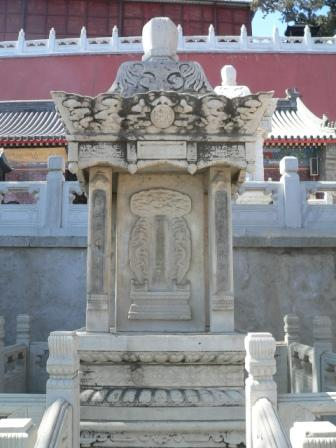
A Lingkuang templom pagodája
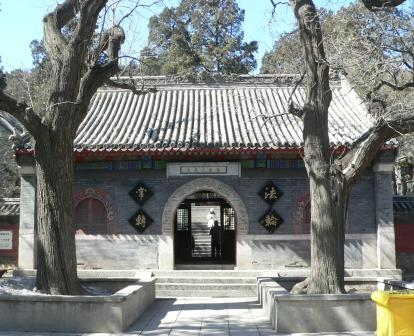
A Tapej templom bejárata
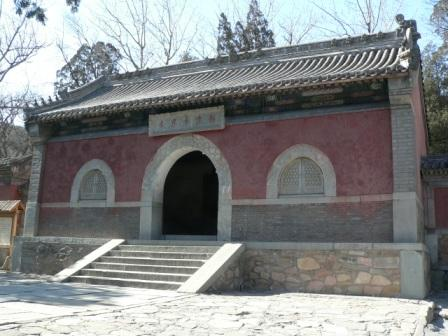
A Hsziangcsie templom bejárata
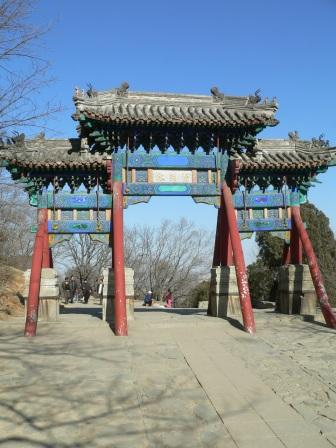
Paocsu barlang